# Spiritus lenis
Der Spiritus lenis (lateinisch für „leichter Hauch“; altgriechisch πνεῦμα ψιλόν pneúma psilón beziehungsweise ψιλὸν πνεῦμα psilón pneúma oder ψιλότης psilótēs [wörtlich „Nacktheit, Kahlheit“], auch ψιλή [προσῳδία] psilḗ [prosōdía] „schlichte [Vortragsweise]“; neugriechisch ψιλή psilí) bezeichnet den vokalischen Anlaut im Gegensatz zum Spiritus asper, der als [h] gesprochen wurde. Die These, der Spiritus lenis würde den Glottisverschlusslaut [ʔ] bezeichnen, ist aus phonetischen und metrischen Gründen unwahrscheinlich. So wird ein Endvokal vor einem vokalisch anlautenden Wort regelmäßig elidiert, was nicht geschähe, wenn das zweite Wort mit einem Glottisverschlusslaut begänne.
In der griechischen Schrift werden beide Anlaute (πνεύματα pneúmata „Hauche“) wiedergegeben, aber nicht mit Buchstaben, sondern mit diakritischen Zeichen.
Typographisches Zeichen ᾿ mit Buchstabe:

ἀ – ἐ – ἠ – ἰ – ὀ – ὐ – ὠ

Ἀ – Ἐ – Ἠ – Ἰ – Ὀ – Ὠ
Der Spiritus lenis in der griechischen Schrift sieht wie ein spiegelverkehrtes, sehr kleines „c“ aus und steht über dem wortbeginnenden Vokal (oder über dem zweiten Vokal eines wortbeginnenden Diphthongs) eines vokalisch – das heißt ohne vorangehenden „h“-Laut – anfangenden Wortes. Bei großem Anfangsbuchstaben, am Satzanfang oder bei Eigennamen, steht er wie alle griechischen diakritischen Zeichen links davor statt darüber. Wenn der gleiche Vokal auch einen Akzent trägt, steht der Spiritus links vom Akut oder Gravis, aber unter dem Zirkumflex.
Jedes griechische Wort, das in der Schrift mit einem Vokalbuchstaben beginnt, erhält entweder einen Spiritus asper oder einen Spiritus lenis. Dabei tragen mit Ypsilon beginnende Wörter immer den Spiritus asper, bei allen anderen Vokalbuchstaben kommt beides vor. Ein Ypsilon mit Spiritus lenis darüber kommt nur als zweiter Buchstabe eines Diphthongs vor.
Wenn das Spiritus-lenis-Zeichen über einem Vokal im Wortinneren erscheint, wird es als Koronis bezeichnet und hat eine andere Bedeutung; es zeigt dann an, dass hier durch Zusammenziehung zweier Wörter (Krasis) Laute ausgefallen sind (z. B. καλὸς κἀγαθός kalos kagathos aus καλὸς καὶ ἀγαθός kalos kai agathos „schön und gut“). 
Im Neugriechischen, das den „h“-Laut am Wortanfang verloren hat, wurden beide Spiritus-Zeichen wegen des höheren Lernaufwandes durch die Schriftreform von 1982 (mit Einführung der monotonischen Orthographie) offiziell abgeschafft und die Akzente vereinfacht. Nur einige konservative Zeitungen und Verlage, die Kirche und wenige konservative ältere Menschen, die vor 1982 schreiben gelernt haben, verwenden sie heute noch.